# جون مارتن (سياسي أمريكي، مواليد 1839)
جون مارتن (بالإنجليزية: John Martin)‏ هو سياسي أمريكي، ولد في 10 مارس 1839 في بنسيلفانيا في الولايات المتحدة، وتوفي في 2 أكتوبر 1889 في أتشيسون في الولايات المتحدة بسبب ذات الرئة. نشط حزبياً في الحزب الجمهوري. وقد انتخب عضو مجلس ولاية كانساس وانتخب حاكم كانساس ‏ (12 يناير 1885 – 14 يناير 1889).